# عدني يا أبي (كتاب)
عدني يا أبي: عام من الأمل والمشقة والغرض هي مذكرات بقلم نائب الرئيس السابق والرئيس السادس و الأربعون للولايات المتحدة جو بايدن ، نُشرت لأول مرة بواسطة ماكميلان للنشر في 14 نوفمبر 2017. 

## محتويات
يتأمل بايدن في فقدان ابنه الأكبر (بو) بسبب سرطان المخ والثمن الذي لحق به وبأسرته. ويصف ابنه الراحل بأنه "كان يتمتع بكل ما هو أفضل مني، ولكن مع إزالة العيوب والأخطاء". ويتحدث بايدن أيضًا عن التداعيات السياسية لوفاة ابنه منها قراره بعدم الترشح للرئاسة في عام 2016 والذي يرجع إلى حد كبير إلى الحزن الذي كان يلازمه. كما شعر بالإحباط من الترشح بسبب دخول هيلاري كلينتون في السباق وتفضيل الرئيس أوباما الضمني لعدم إضعاف بايدن لدعمها في الانتخابات التمهيدية.
استلهم عنوان الكتاب من محادثة أجراها بايدن مع بو بعد أن تقدم مرض السرطان بشكل ملحوظ. بالتوافق مع وفاته ، أكد بو لوالده أنه بغض النظر عما حدث ، سيكون على ما يرام. ثم طلب من والده أن يعد به في المقابل. 

## استقبال
وصفت مجلة فانيتي فير الكتاب بأنه «قراءة سريعة ومبهجة في كثير من الأحيان ، نتيجة لبهجة مؤلفه وصراحة لا يمكن كبتها». 

## روابط خارجية
- مقتطفات من كتب جوجل